# Kurt Alder
Kurt Alder (Königshütte, 10 luglio 1902 – Colonia, 20 giugno 1958) è stato un chimico tedesco, vincitore del premio Nobel per la chimica nel 1950.
Allievo di Otto Paul Hermann Diels, formulò assieme al maestro la reazione di Diels-Alder, reazione chimica di cicloaddizione che li condusse all'assegnazione del Nobel.
Professore all'Università di Colonia dal 1940 continuò le sue ricerche sulla sintesi dei composti organici fino alla morte avvenuta nel 1958.
Da lui prende nome il cratere Alder sulla Luna.